# Vidocq
Vidocq (Brasil: Vidocq - O Mito / Portugal: Vidocq) é um filme histórico francês de 2001 dirigido por Pitof e baseado nas memórias do criminoso francês Eugène-François Vidocq.